# Environnement (informatique)
En informatique, un environnement désigne, pour une application, l'ensemble des matériels et des logiciels système, dont le système d'exploitation, sur lesquels sont exécutés les programmes de l'application.
On précise souvent le type d'environnement dont il s'agit. Ce sont généralement les suivants, par ordre d'apparition dans le cycle de vie : 
- L'environnement de développement, sur lequel sont développés les programmes de l'application,
- L'environnement de qualification (également appelé environnement de recette), sur lequel sont testés les programmes de l'application,
- L'environnement de formation, sur lequel les utilisateurs sont formés à l'application,
- L'environnement de pré-production, qui doit ressembler le plus possible à l'environnement de production et permet de valider avec les équipes techniques et le client si la qualité attendue est bonne,
- L'environnement de production, sur lequel sont exécutés les programmes opérationnellement.

Un environnement est le plus souvent implanté sur un seul serveur, mais il peut y avoir des exceptions (cas de l'informatique distribuée). Il peut y avoir plusieurs environnements hébergés sur un même serveur (l'environnement de qualification et l'environnement de formation par exemple).
L'environnement de production nécessite tout particulièrement une surveillance continue, car tout dysfonctionnement peut interrompre l'utilisation opérationnelle de l'application, ce qui peut avoir des conséquences graves. Les incidents des traitements par lots peuvent bloquer l'utilisation de l'application par des populations entières d'utilisateurs.